# Foglia
El río Foglia es un río costero de la vertiente del mar Adriático de Italia, el más septentrional de la región de las Marcas.
Su nombre en latín era Pisaurus porque atravesaba la antigua ciudad romana de Pisaurum, actualmente Pésaro , ciudad donde el río desemboca en el Adriático.
Nace en la región de la Toscana, en la provincia de Arezzo sobre el monte Sasso Aguzzo, entre las comunas de Sestino y Badia Tedalda, en el corazòn de la región históricamente conocida como Montefeltro.
Las principales localidades por las que atraviesa su curso son: Sestino, Belforte all'Isauro, Piandimeleto, Lunano, Sassocorvaro, Auditore, Montecalvo in Foglia, Montelabbate y en la desembocadura, Pésaro.
Antiguamente, el río Foglia era el límite del confín septentrional del territorio ocupado por los Picenos.